# 318 Pułk Piechoty (III Rzesza)
318 Pułk Piechoty (niem. Infanterie-Regiment 318, IR 318) – pułk piechoty niemieckiej okresu III Rzeszy, sformowany w III Okręgu Wojskowym.
15 października 1942 przemianowany na 318 pułk grenadierów (Grenadier-Regiment 318). 
25 kwietnia 1943 na jego bazie stworzono 318 pułk bezpieczeństwa (Sicherungs-Regiment 318). Oddział ten wziął udział w bitwie przeciwko polskim i radzieckim oddziałom partyzanckim w Lasach Janowskich i Puszczy Solskiej (9-25 czerwca 1944).